# Violetter Rötelritterling
Der Violette Rötelritterling (Collybia nuda, Syn.: Lepista nuda) ist ein essbarer Ständerpilz aus der Familie der Ritterlingsverwandten. Früher wurde er zu den Ritterlingen (Tricholoma) gezählt, dann lange Zeit zu den Rötelritterlingen (Lepista). Phylogenetische Untersuchungen deuten jedoch auf eine Zugehörigkeit zu den Zwergrüblingen (Collybia) hin. In Europa ist die Art häufig anzutreffen. Charakteristisch sind die violette Tönung, der aromatisch süßliche Geruch und die leicht vom Hutfleisch ablösbaren Lamellen.

## Merkmale

### Makroskopische Merkmale

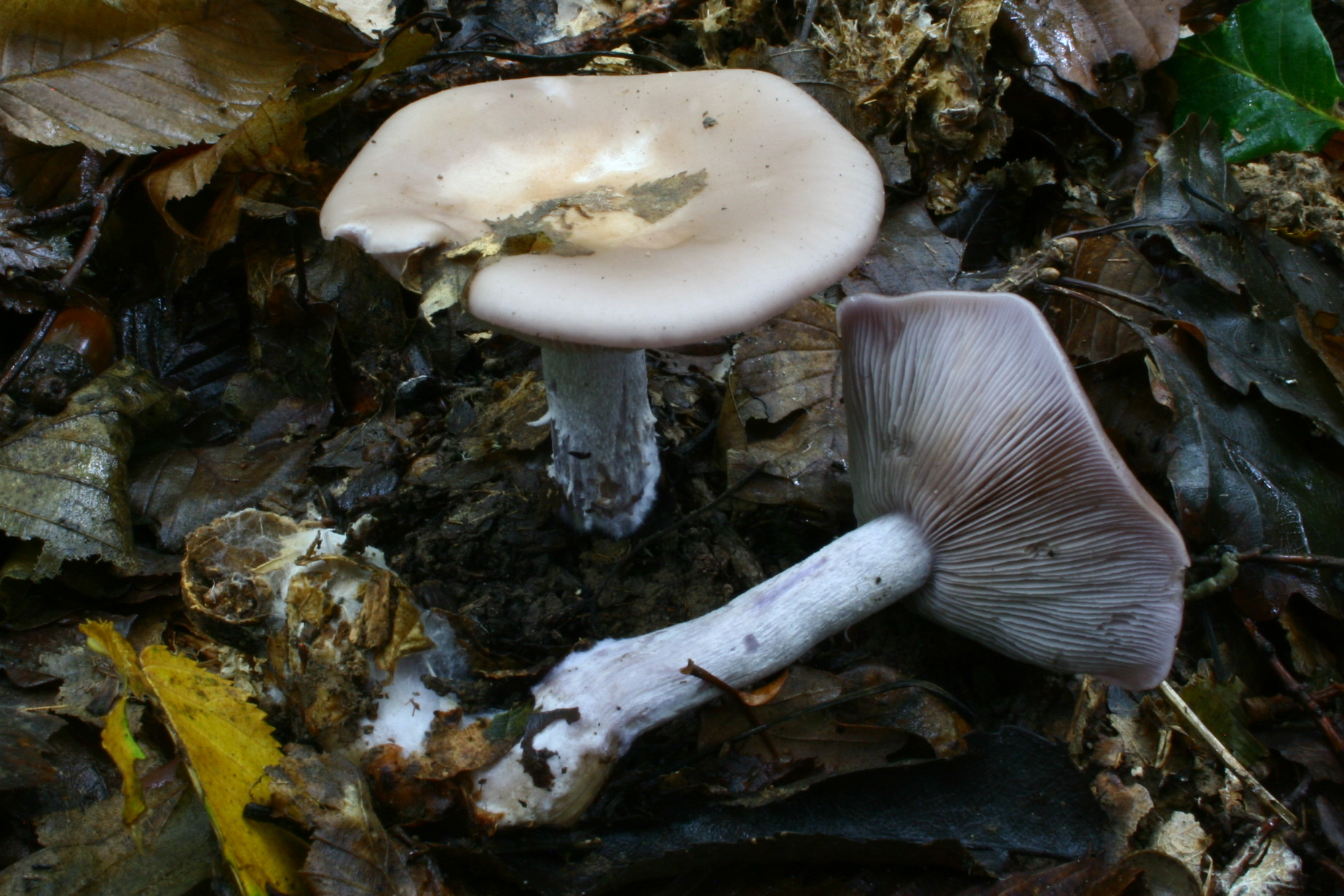
Die Farbgebung kann sehr unterschiedlich ausgeprägt sein. Neben tief violetten Exemplaren gibt es auch blasse mit hell braunviolettlichem Hut.

Der junge Pilz ist sowohl an Hut und Lamellen als auch am Stiel deutlich violett gefärbt. Mit zunehmendem Alter verändert sich die Farbe ins bräunliche. Der dickfleischige, oft von Anfang an braune Hut ist zwischen 5 und 15 cm breit und anfangs halbkugelig geformt, später flach ausgebreitet und wellig verbogen. Der kräftige, zylindrisch bis keulige violette Stiel ist bis zu 3 cm dick, 12 cm lang und weist an seiner Oberfläche weißsilbrige Längsfasern auf. Der Rand ist lange eingerollt. Die am Stiel ausgebuchtet angewachsenen Lamellen lassen sich (durch seitliche Verschiebung) leicht vom Hutfleisch ablösen, stehen fast gedrängt und sind graulila. Das Fleisch ist weich, zart und leicht lila. Der Geruch ist angenehm würzig aromatisch mit süßlichem Ton, der Geschmack mild nussartig. Das Sporenpulver hat eine hell fleischrötliche Färbung.

### Mikroskopische Merkmale
Die elliptischen und farblosen Sporen messen 6,5–8,5 × 4–5 µm.

## Ökologie
Der Violette Ritterling wächst von September bis zum Spätherbst sowohl in Nadel- und Laubwäldern sowie auf Wiesen und in Gärten. Dabei bevorzugt er Humusböden. Er ist meist zahlreich in großen Hexenringen und Reihen zu finden.

## Speisewert
Der Violette Rötelritterling ist ein guter Speisepilz. Sein süßlicher Geschmack wird jedoch nicht von allen geschätzt.

## Artabgrenzung

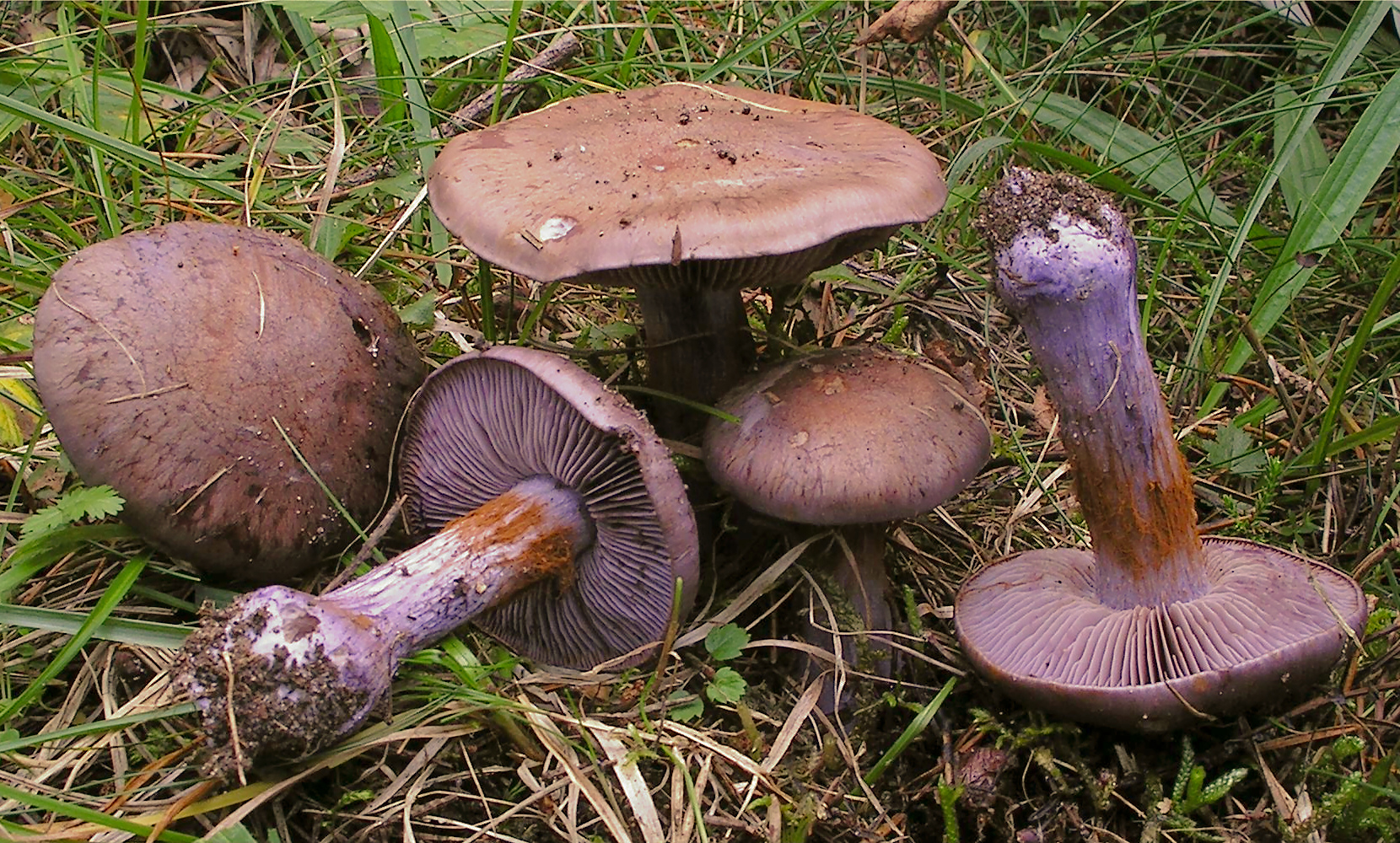
Die spinnwebartigen Schleierreste am Stiel des Purpurfleckenden Klumpfußes sind durch das Sporenpulver rostbraun gefärbt.

Der Violette Rötelritterling kann mit dem ungenießbaren Purpurfleckenden Klumpfuß (Thaxterogaster purpurascens) und weiteren violettlich gefärbten, ungenießbaren bis giftigen Schleierlingen und Schleimköpfen (beispielsweise dem Lila Dickfuß) verwechselt werden. Diese unterscheiden sich anhand des fehlenden süßlichen Geruchs, des spinnwebartigen Schleiers und des dunkler rostbraunen Sporenpulvers; zudem sind ihre Lamellen nicht vom Hutfleisch lösbar.

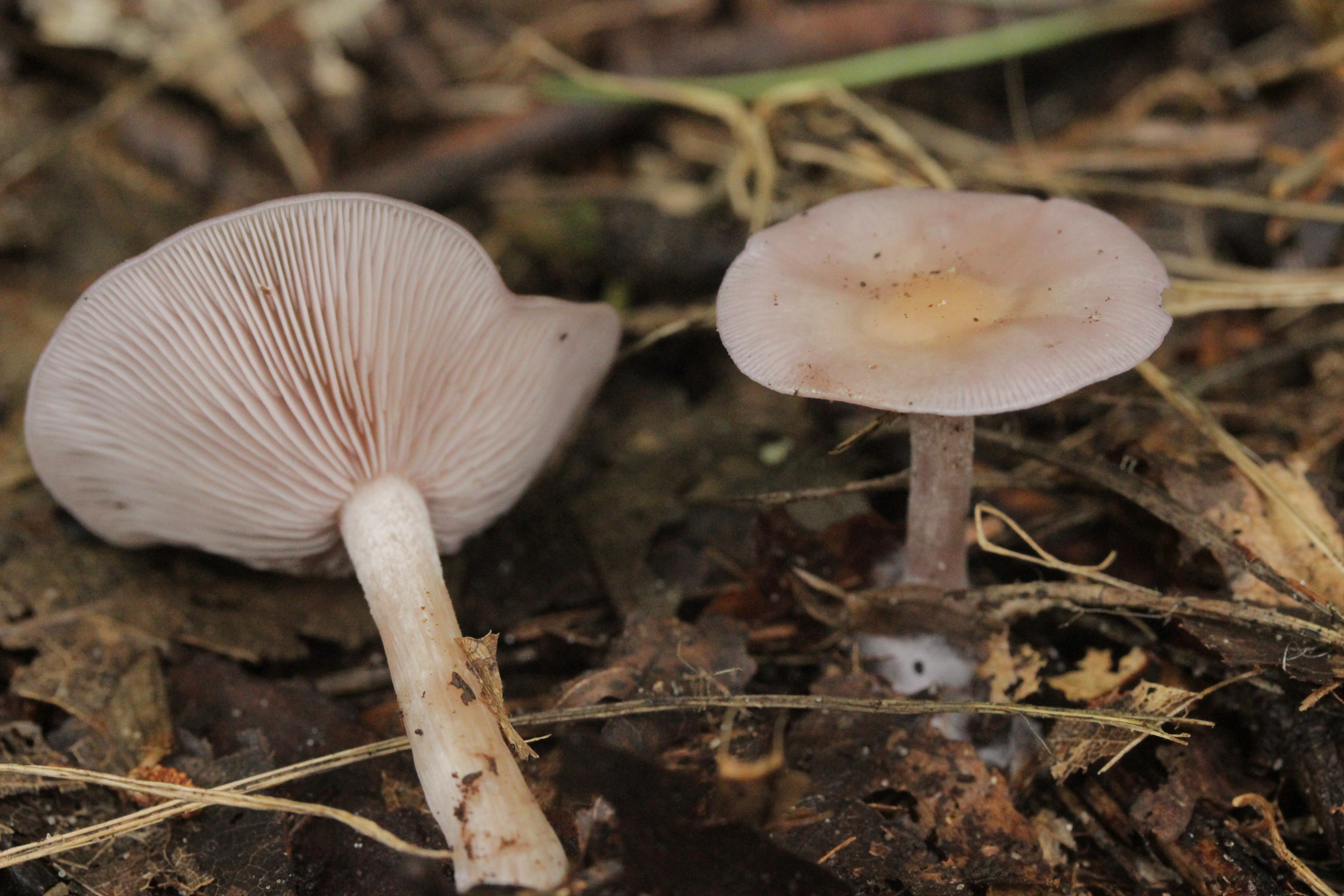
Der Schmutzige Rötelritterling ist graziler und oft etwas weniger violett gefärbt.

Ähnlich können zudem andere, ebenfalls essbare Pilzarten sein, die früher zu den Rötelritterlingen gezählt wurden (mit ebenfalls leicht ablösbaren Lamellen): Der Schmutzige Rötelritterling (Collybia sordida) ist zumeist etwas kleiner und graziler, mit meist geringer ausgeprägten bis fehlenden Violetttönen. Er unterscheidet sich durch den fehlenden bis minimal pilzartigen Geruch. Ein weiterer Hinweis, wenn auch kein festes Merkmal, ist der Standort; Collybia sordida kommt eher außerhalb von Wäldern (beispielsweise auf Magerrasen) vor, außerdem wächst er weniger zahlreich und nicht im Hexenring. Der seltenere Blassblaue Rötelritterling (Lepista glaucocana) ist weniger violett eingefärbt, hat einen hell ockerlichen Hut mit lila oder (grau)bläulichem Schimmer ohne Brauntöne. Der Geruch etwas schwächer als bei Collybia nuda und wird mit „krautig“ beschrieben.